# 索蘇阿
19°45′0″N 70°31′12″W / 19.75000°N 70.52000°W

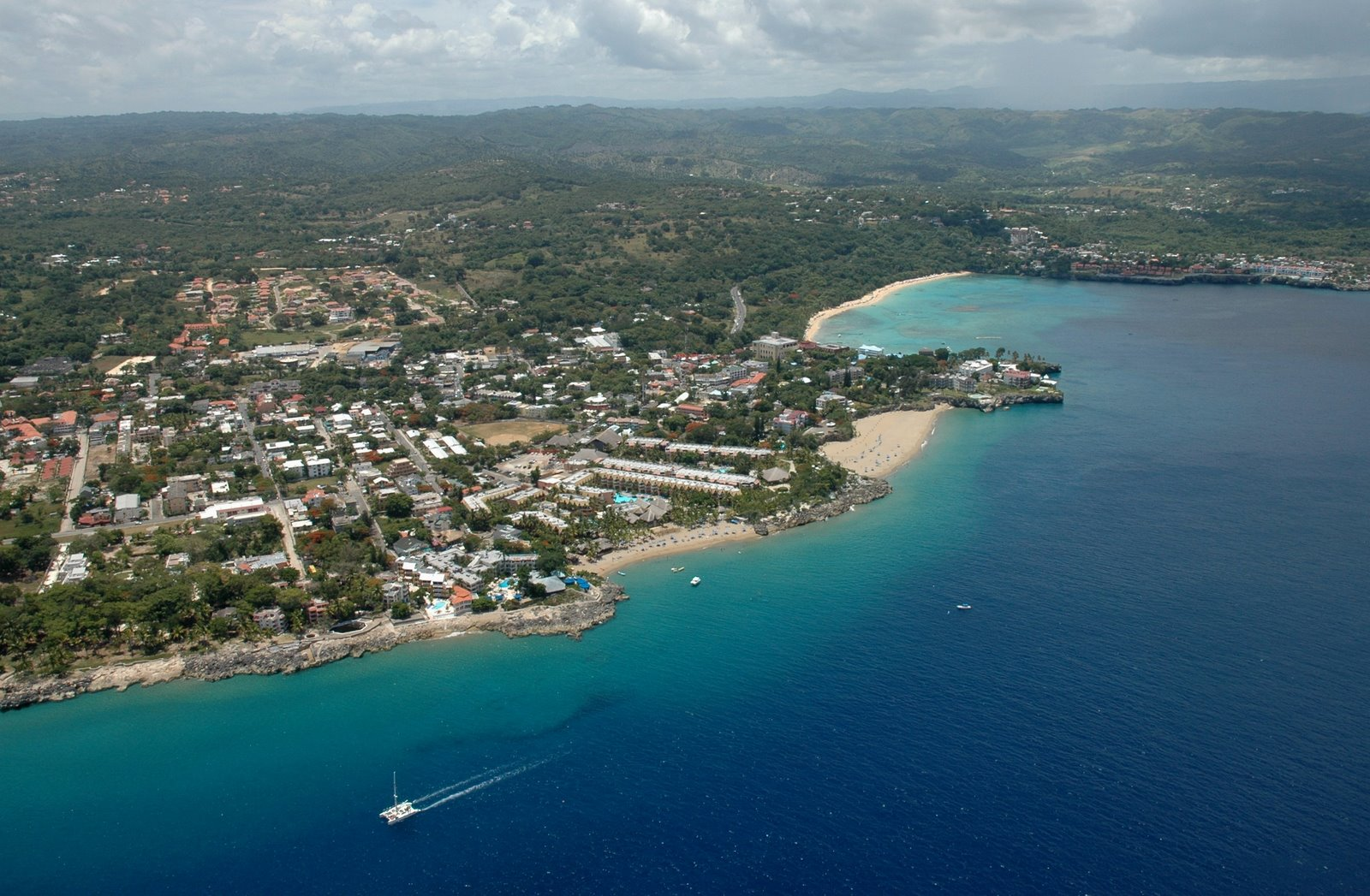

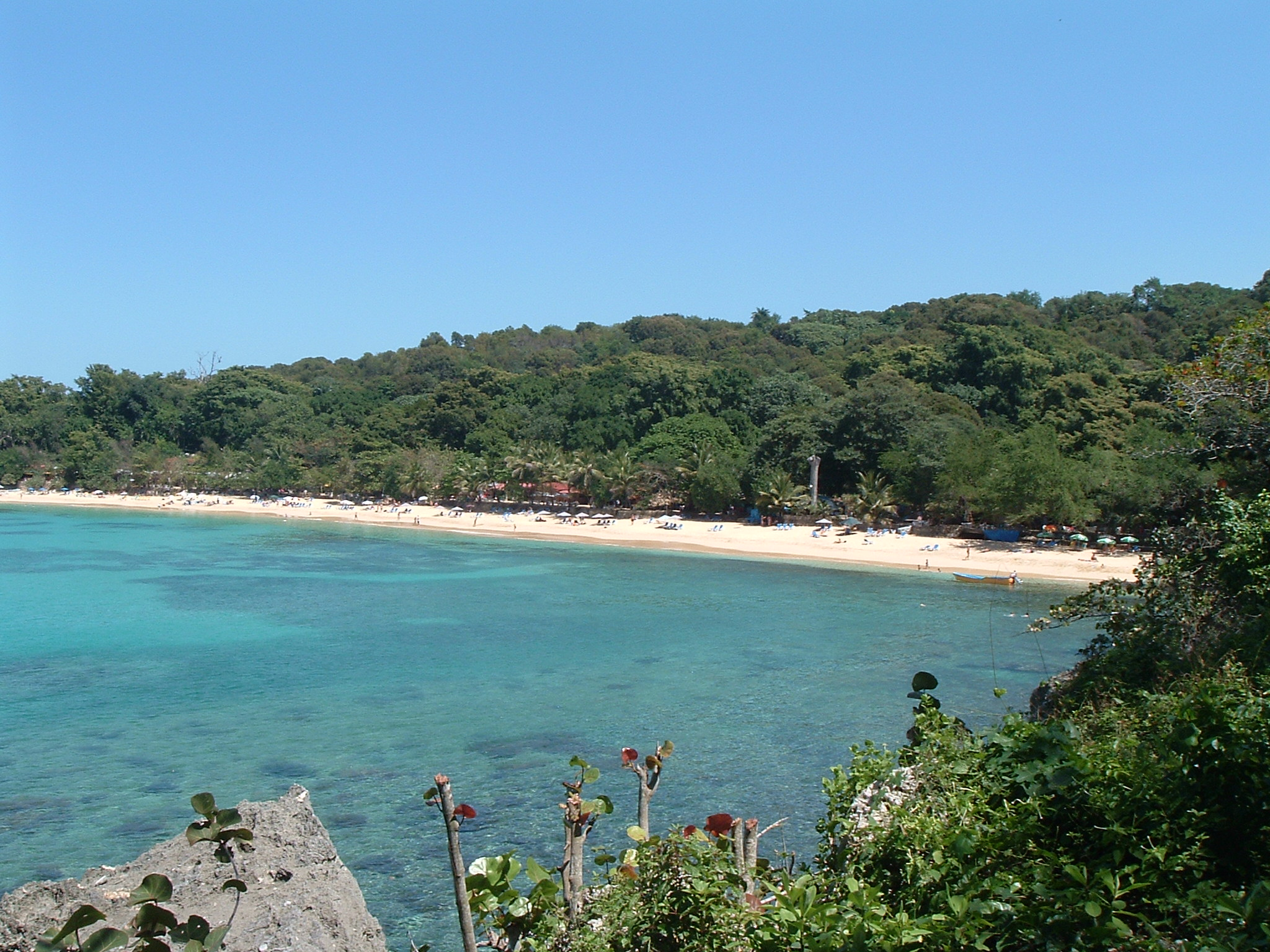

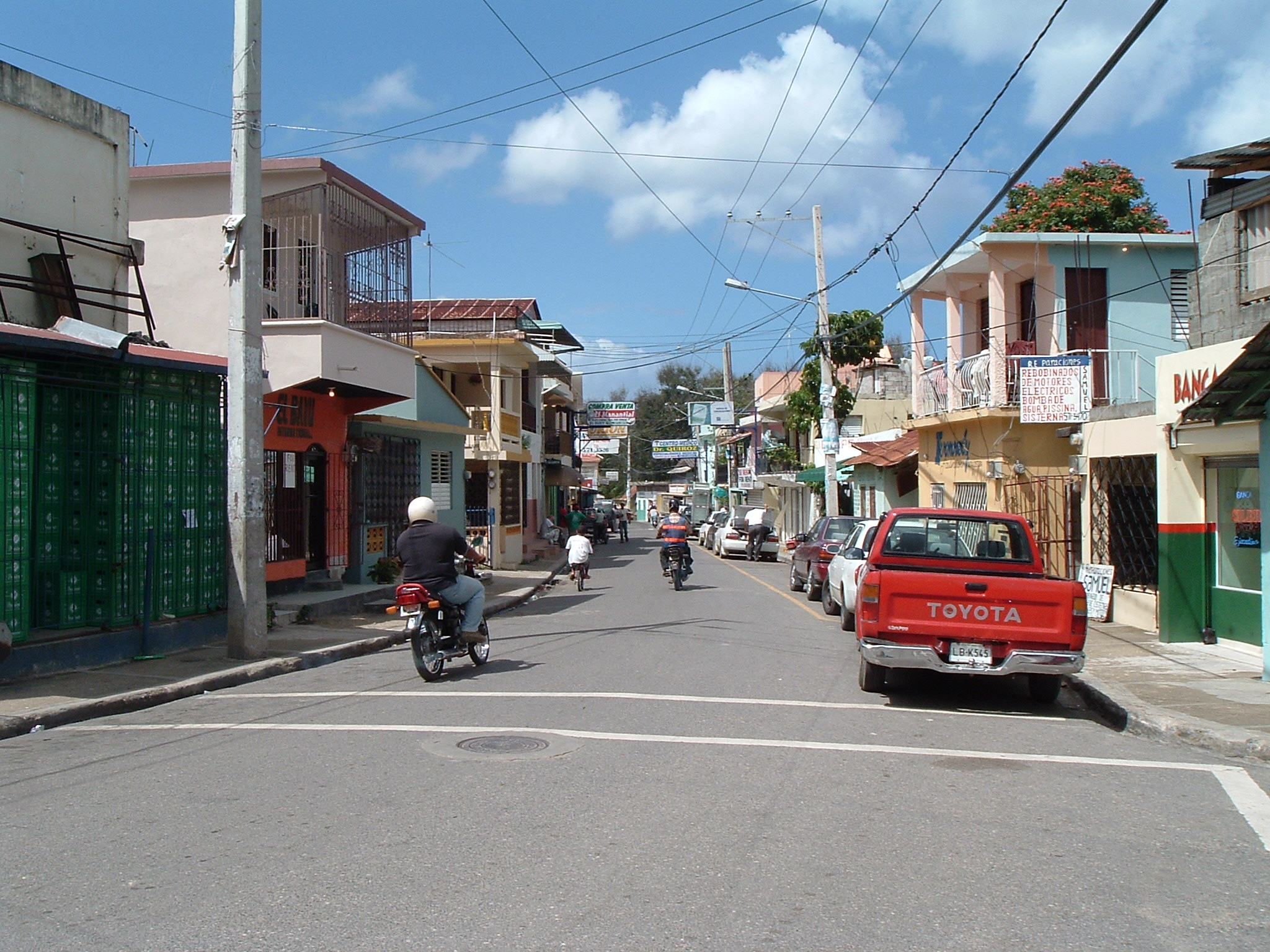

索蘇阿（西班牙語：Sosúa），是多明尼加共和國的城鎮，位於該國北部，由銀港省負責管轄，始建於1938年，面積276.89平方公里，2012年人口69,885，人口密度每平方公里250人。